# Моцарт і Сальєрі (опера)
«Моцарт і Сальєрі» — опера на одну дію російського композитора Миколи Римського-Корсакова на лібрето Пушкіна («Моцарт і Сальєрі»).
На створення опери Римського-Корсакова надихнула однойменна п'єса Пушкіна, а також легенда про те, що заздрісний композитор Сальєрі отруїв Моцарта.

## Дійові особи
- Моцарт (тенор)
- Сальєрі (бас)
- Старий зі скрипкою
- Диригент
- Хор (виконує «Реквієм»).

## Історія
Микола Андрійович почав створення опери в 1897 році, почавши з музичного супроводу. Влітку того ж року були закінчені ще дві сцени, а в серпні робота над оперою була завершена. Вона була присвячена Олександру Даргомижському.
В листопаді 1897 року опера була продемонстрована вузькому колу людей в будинку автора, а пізніше в особняку Тетяни Любатович. В процесі брали участь Федір Шаляпін та Сергій Рахманінов, який акомпонував попередньому на роялі.
На великій сцені опера з'явилась 18 листопада 1898 року в Московській приватній російській опері, яку фінансово підтримував Сава Мамонтов. Диригував Йосиф Труффі. Партію Моцарта виконував В. Шкафер, а партію Сальєрі – Ф. Шаляпін.
Юлій Енгель високо оцінив оперу і виразив своє захоплення грою Шаляпіна:
|  | Важко описати правдивість та силу, з якою натхненна гра артиста втілила пушкінський образ в цій суровій, могутній фігурі, яка передчасно постаріла в своїй самотній келії, завзято поринувши в музичну діяльність, марно намагаючись досягнути того, що легко «осяває голову безумця, гульвіси марного» Моцарта. Тут все живе, тут все захоплює, вражає, і захопленому слухачу залишається лише віддатись під владу рідкісного та благословенного художнього впливу. Оригінальний текст (рос.) Трудно описать правду и мощь, с которыми вдохновенная игра артиста воплотила пушкинский образ в этой суровой, крепкой фигуре, преждевременно состарившейся в своей уединенной келье над упорной музыкальной работой и напрасным стремлением достигнуть того, что без всяких трудов „озаряет голову безумца, гуляки праздного“ Моцарта. Здесь все полно жизни, здесь все захватывает, потрясает, и увлеченному слушателю остается только отдаться во власть редкого и благодатного художественного впечатления. |

Опера одразу ж стала популярною, а роль Сальєрі увійшла в постійний репертуар Шаляпіна. До того ж він був єдиним, хто грав Сальєрі до свого виїзду з Росії. Постійного виконувача ролі Моцарта не було, люди часто мінялись. Після Василя Шкафера цю роль виконував Олександр Давидов (Київ, 1899 р.), Костянтин Ісаченко, Василь Севастьянов.

## Постановки
- Прем'єра опери «Моцарт й Сальєрі» відбулася  на сцені Російської приватної опери (театр Сави Івановича Мамонтова) 25 листопада 1898 року.  Диригент І.А. Труффі. Партію Сальєрі виконував Ф.І. Шаляпін, Моцарта  –     В.П. Шкафер. Декорації й костюми були створені за ескізами  художника М.О. Врубеля. Фрагмент з «Реквієму»В.А. Моцарта грав за сценою композитор і піаніст С.В. Рахманінов.  Після прем'єри Ф. І. Шаляпін  телеграфував В.В. Стасову: «Вчора співав вперше надзвичайний твір Пушкіна і Римського-Корсакова «Моцарт і Сальєрі» з великим успіхом. Дуже щасливий. Поспішаю поділитися радістю». «Русские ведомости» від 27 листопада 1898 року повідомляли про виставу: «Тут все сповнено життя, все захоплює, вражає… рідкісне і благодатне художнє враження»[2].
- У Києві (Київська російська опера) опера М. А. Римського-Корсакова була поставлена в сезоні 1901– 1902 року (диригент  І. Паліцин, режисер Я. Гельрот). У березні – квітні 1902 року у Києві  виконував партію  Сальєрі Федір Шаляпін[2].
- 10 лютого 2017 року прем'єра опери відбулася у Національній опері України[3].

## Лібрето

### Перша картина
Опера розпочинається коротким вступом оркестру, який побудований на темі Сальєрі з його першого монологу. Він ремствує, бо «правди на землі нема, та правди й вище теж нема» і згадує свій тернистий життєвий шлях, який розпочався з того, що він «пусті забави рано покинув» та «музиці одній віддався весь». Антоніо згадує моменти, коли творити йому давалося дуже важко: 
Сальєрі каже, що ніколи не заздрив навіть тим, які були краще за нього, але зараз він болісно заздрить Моцарту, який досягнув вершин не важко працюючи, а просто маючи талант:
Закінчуючи свій монолог він вигукує: «О Моцарт, Моцарт!» і в цей момент з'являється сам Моцарт, якому здається, що Сальєрі передбачив те, що той завітає, а йому хотілося з'явитися неочікувано, щоб «розважить жартом несподіваним» самого Сальєрі.
Моцарт завітав до Сальєрі, щоб показати своє нове творіння, але по дорозі біля трактиру почув гру старого зі скрипкою, який невміло грав мелодію з опери «Весілля Фігаро». Моцарту така гра здалась дещо смішною і він вирішив продемонструвати Сальєрі гру старого задля забави.
Скрипаль грає арію Церліни з опери «Дон Жуан». Моцарт весело сміється, але Сальєрі не розуміє радості Моцарта і навіть докоряє йому. Він не може зрозуміти чому Моцарту подібне плюндрування високого мистецтва здається комічним. Сальєрі виганяє старого, а Моцарт дає останньому грошей та просить випити за власне здоров'я.

Вирішивши, що Сальєрі зараз без настрою і хоче побути на самоті, Моцарт вже вирішив, що зайде до нього іншим разом, але Сальєрі цікавиться новим творінням колеги. Моцарт каже, що то лише дрібничка, яку він створив, бо не міг спати. Сальєрі наполягає на тому, щоб Моцарт зіграв цей твір. Моцарт спочатку намагається пояснити те, що відчував, створюючи твір:
Сальєрі вразило те, що Моцарт, маючи такий шедевр в голові, був спроможний ще й зупинитися біля трактиру і слухати якогось старого. Сальєрі каже, що Моцарт недостойний самого себе, що цей твір сповнений глибочини, доладності та сміливості. Він називає Моцарта богом, а той, знітившись, каже, що його «божество вже зголодніло». Сальєрі пропонує Моцарту пообідати в трактирі «Золотого Лева». Моцарт радісно зголошується, але ненадовго відлучається, щоб попередити дружину про те, що він не буде обідати дома.

Залишившись на самоті, Сальєрі вирішує, що вже не в силах терпіти муки і, що він має зупинити Моцарта, який своєю поведінкою не робить мистецтво кращим. Сальєрі вважає, що живий Моцарт є загрозою для мистецтва:
Зупинити Моцарта він збирається за допомогою отрути – останнього дару невідомої нам Ізори, який він носить із собою 18 років.

### Друга картина
Оркестровий вступ схожий з музикою першої частини фантазії, яку грав Моцарт.

Моцарт і Сальєрі обідають в трактирі, в окремій кімнаті. Моцарт хмурий. Він розповідає Сальєрі про те, що його турбує Реквієм, який він пише на замовлення анонімної людини в чорному. Моцарту здається, що «чорний чоловік» за ним «скрізь, мов тінь, женеться». Сальєрі. намагається розважити товариша та згадує в розмові про Бомарше, але Моцарт передчуває щось недобре:
Потім сам себе переконує, що це нісенітниця:
Тим часом Сальєрі кидає в склянку Моцарта отруту. Простодушний та наївний Моцарт п'є за здоров'я свого друга, за «щиру спілку, яка єднає Моцарта й Сальєрі, цих двох синів гармонії». Потім сідає за фортепіано та грає частину свого Реквієму.
Розчулений Сальєрі починає плакати. В невеликому аріозо він відкриває свою душу. Він відчуває полегшення, неначе «звершив обов'язок тяжкий, немов одсік ножем цілющим шмат недужий тіла». Моцарт, помічаючи сльози Сальєрі, висловлює бажання, щоб «усі так почували силу гармонії». Але потім різко змінює свою думку щодо цього.

Відчувши слабкість, Моцарт прощається з другом та йде, щоб поспати. Сальєрі, коли товариш пішов, каже, ніби до Моцарта, що той засне надовго. Потім вголос думає над сумісністю геніальності та злочинності: